# Vladimir Kondratiev
Vladimir  Alexandrovich Kondratiev (em russo:  Владимир Александрович Кондратьев; Samara, 2 de julho de 1935 – Moscou, 3 de março de 2010) foi um matemático russo.

## Formação e carreira
O pai de Kondratiev, Alexander Sergeievich Kondratiev, era professor de mecânica no Instituto Industrial de Samara (Kuibyshev). Sua mãe Yevgenia Vasilievna era professora de matemática e descobriu o talento matemático de seu filho desde cedo. Kondratiev frequentou a Escola Secundária nº 6 em Kuibyshev, completando-a em 1952. Ele então estudou na Faculdade de Mecânica e Matemática da Universidade Estatal de Moscou (MGU) com um diploma em 1957. Isso foi seguido por um estágio com Samari Alexandrovich Halpern]]. Obteve um doutorado em 1960.
Kondratjew trabalhou e, em seguida, lecionou na cadeira de equações diferenciais na Faculdade de Mecânica e Matemática da MGU. Em 1970 foi nomeado professor. Seu foco principal foram a teoria das equações diferenciais ordinárias e parciais, análise não linear e teoria espectral.
Em 1968 Kondratiev estava entre os signatários da carta de 99 ao Ministro da Saúde da União Soviética e ao Procurador-Geral em defesa do matemático Alexander Esenin-Volpin, que estava detido no Hospital No. 5 de psiquiatria de Moscou.

## Prêmios
- Prêmio Estatal da URSS (1988)
- Prêmio Petrovsky da Academia de Ciências da Rússia (1998)
- Prêmio Lomonossov da Universidade Estatal de Moscou (2009)